# 技术支持
技术支持是指一家公司就产品或服务的具体问题向用戶提供帮助，技术支持不提供培训或提供新产品。大多数公司销售产品或服务後都會提供一定期限的免費技术支持或付費技術支持。公司可以通过电话、电子邮件、遠程控制软件、即时聊天或其他工具来提供技术支持。大型公司经常會为其员工提供内部技术支持，以解决与计算机有关的问题。